# Blake Baxter
Blake Renee Baxter (* 1963 in Detroit, Michigan) ist ein amerikanischer Techno-DJ und -Produzent.
Blake Baxter wuchs in Detroit auf. Als Teenager schrieb er Gedichte und experimentierte auf seinem Schlagzeug mit verschiedenen Rhythmen. In den frühen 1980er-Jahren war er Mitglied in verschiedenen örtlichen Bands. In dieser Zeit machte er auch seine ersten Schritte als DJ. Er vermischte alternativen Sound mit Acid House und Dance und wurde in der Detroiter Szene sehr schnell bekannt.
1985 unterzeichnete Baxter einen Vertrag beim Plattenlabel DJ International aus Chicago. Zwei Produktionen wurden veröffentlicht: Does not compute und Work your Body. Zwei Jahre darauf veröffentlichte Baxter auf dem Detroiter Label KMS Records eine EP mit vier Tracks. Zu dieser Zeit arbeitete er als Resident-DJ im Majestic Theater.
In den Jahren 1988 und 1989 produzierte er mit Sexuality und Fuck you up zwei Songs, die aufgrund ihrer unverblümten Sprache innerhalb der Szene schnell zu Klassikern wurden. 1990 gelangte Baxter zum Label Underground Resistance und veröffentlichte eine weitere 4-Track-EP. Er war der erste Künstler, der auf Underground Resistance eine EP veröffentlichte. In der folgenden Zeit startete er eine Tour durch Europa – zusammen mit Kevin Saunderson, Derrick May, Juan Atkins, Joey Beltram und Jeff Mills.
1991 unterschrieb er einen Vertrag bei Tresor Records in Berlin, wo auch sein erstes Album Dream Sequence erschien. Seither ist Baxter vor allem in Europa unterwegs.